# Drakula (powieść)
Drakula – XIX-wieczna powieść gotycka irlandzkiego pisarza Brama Stokera, przedstawiająca walkę grupy ochotników z wampirem Drakulą.

## Historia powieści
Pod koniec XIX w. wzrósł popyt na książki opowiadające o nieprawdopodobnych, fantastycznych, często pełnych grozy opowieściach o walce dobra ze złem. Ten kierunek w literaturze określa się powieścią gotycką (ang. Gothic literature). Powieści o wampirach nie były wówczas rozpowszechnione. Jako pierwszy pisał o nich John Polidori, osobisty lekarz Lorda Byrona w swoim utworze The Vampyre już w 1819.
Bram Stoker pierwsze notatki, na podstawie których napisał później „Drakulę”, zaczął zbierać 8 marca 1890 podczas wakacji w Whitby (które to miasto stało się później sceną niektórych wydarzeń w powieści). Po sześciu latach pracy powieść została wydana przez Constable w 1897, zawierając dedykację dla wówczas bestsellerowego pisarza Halla Caine’a. Książka ukazała się w niskiej jakości okładce, charakterystycznej dla mniej wartościowych, przeciętnych dzieł z tamtego okresu, ze względu na problemy finansowe – Stoker w ostatniej chwili przed publikacją zmienił tytuł z Wampir (ang. The Vampyre) na Drakula, co wiązało się z dodatkowymi kosztami. Jednak już wkrótce sukces powieści poprawił sytuację – książka sprzedawała się znakomicie, została przetłumaczona na wiele języków, z których pierwszym był przekład na język islandzki (Makt Myrkranna, czyli Siły ciemności) z 1898.
W dwa lata po publikacji w Wielkiej Brytanii książka ukazała się w Ameryce, gdzie sprzedawała się równie dobrze.

## Motywy wykorzystane w powieści
Książka nie jest jedną, ciągłą narracją – składa się z różnych elementów (listów, wpisów do pamiętnika itp.) pisanych przez bohaterów oraz wycinków z gazet, przynależąc do gatunku powieści epistolarnej. Na ich podstawie, poznając historię z różnych punktów widzenia, możemy złożyć opowieść w całość i dokładnie przeżyć opisywane przygody. Taka konwencja była modna w okresie, w którym Bram Stoker pisał tę książkę.
Poza tym bardzo modnym i chętnie czytanym gatunkiem literatury była wówczas powieść dokumentalna próbująca przybliżyć czytelnikom odległe, nieznane krainy, przeważnie te uważane za dzikie i niebezpieczne. Do umieszczenia części akcji „Drakuli” na odległym od krajów anglosaskich i mało poznanych przez ich przeciętnych mieszkańców Wschodzie Europy zainspirowała Stokera książka jego brata George’a będąca zapisem podróży po Turcji oraz bestsellerowa powieść Emily Gerard The Land Beyond the Forest.
Do sukcesu powieści przyczynił się też na pewno motyw walki dobra ze złem, którego publiczność u schyłku XIX w. bardzo pożądała w obliczu nadchodzącego nowego stulecia, co wiązało się ze wzrostem pesymizmu i obaw społeczeństwa przed przyszłością.
Motyw wampiryzmu w literaturze i sztuce, rozpoczęty przez Johna Polidoriego w 1819 w jego powieści The Vampire, nie został przez Stokera w istotny sposób zmodyfikowany. Już Polidori uczynił ze swojego wampira, Lorda Ruthvena, dystyngowanego przedstawiciela wyższej klasy, wykształconego, kulturalnego i eleganckiego. Wcześniej wampiry kojarzone były jedynie z najniższymi warstwami społecznymi. Stoker nadał swemu bohaterowi jeszcze inną cechę: przedstawił go głównie jako pełnego seksualnej żądzy, której nie mogły się oprzeć nie tylko kobiety, ale i mężczyźni. Ten pomysł zaczerpnął głównie z książki Sheridana Le Fanu Carmilla (opowieści której główną bohaterką była wampirzyca o skłonnościach lesbijskich).
Wciąż nie wyjaśniono dokładnie, czy powieściowy wampir Drakula inspirowany był postacią rzeczywistego władcy Wołoszczyzny, Wlada Palownika żyjącego w XV w. i słynnego ze swojego rzekomego okrucieństwa (głównie nabijania na pal swych wrogów oraz skazańców). Podobnie jak Wlad Palownik, powieściowy Drakula żyje na Wschodzie Europy, nieznanym zupełnie społeczności Zachodu. Niektóre fakty z życia Wlada Palownika zgadzają się z wydarzeniami z życia Drakuli – m.in. wielokrotne wyprawy wojenne jego przodków do Turcji, a także fakt posiadania brata, który okazał się zdrajcą.

## Główni bohaterowie
Drakula – hrabia ze starego rodu, zamieszkały w Transylwanii; mieszka w mrocznym, rozsypującym się zamczysku, wzbudzając lęk wśród swojego ludu. Jako wampir śpi w dzień, a nocą poluje na swoje ofiary, których krwi pożąda. Ma magiczne właściwości (potrafi przybierać różne formy, nie rzuca odbicia w lustrze, nie potrzebuje jedzenia i picia, może rozpływać się w powietrzu), ale może je wykorzystywać tylko między zachodem a wschodem słońca. Jest anglofilem i zamierza przeprowadzić się do Anglii w poszukiwaniu nowych ofiar.
Jonathan Harker – młody, inteligentny prawnik. Wyrusza w podróż do Transylwanii, by sfinalizować z hrabią Drakulą zakup posiadłości w Londynie. Prowadzi dokładny dziennik.
Mina Harker (de domo Murray) – narzeczona, a później żona Jonathana; inteligentna, bystra kobieta, której pracowitość, rozsądek i zamiłowanie do nowych technologii staje się pomocą dla drużyny ścigającej Drakulę.
Lucy Westenra – piękna, słodka, niewinna młoda dziewczyna, najlepsza przyjaciółka Miny Harker. Bardzo wrażliwa, adorowana przez kilku mężczyzn, którzy proponują jej małżeństwo. Pierwsza ofiara Drakuli po jego przybyciu do Anglii.
Arthur Holmwood – młody, bogaty arystokrata, ukochany i narzeczony Lucy. Jego nieograniczone możliwości finansowe przydają się w ściganiu Drakuli.
Quincey P. Morris – młody Amerykanin, przyjaciel Arthura i dr. Sewarda, odważny i przebojowy. Zakochany w Lucy oświadcza się jej, ale ona odrzuca jego ofertę przez wzgląd na Arthura.
Dr John Seward – inteligentny, wykształcony lekarz psychiatra. Prowadzi własną klinikę psychiatryczną. On również oświadcza się Lucy i zostaje przez nią odrzucony.
Profesor Abraham Van Helsing – wszechstronnie wykształcony uczony z Amsterdamu, dawny mistrz dr Sewarda, który sprowadza go do Anglii, by pomógł chorej Lucy. Jego ogromna wiedza i umiejętność zachowania otwartego umysłu czynią go przywódcą drużyny ścigającej Drakulę.

## Fabuła
Młody prawnik Jonathan Harker wyrusza w podróż do Transylwanii, by sfinalizować zakup posiadłości w Londynie przez hrabiego Drakulę. Choć na początku swego pobytu jest pod wrażeniem uprzejmości Drakuli, wkrótce odkrywa jego dziwne właściwości i zdaje sobie sprawę z tego, że został uwięziony w jego zamku. Spotyka trzy upiorne kobiety – również wampiry – i dowiaduje się, że po wyjeździe Drakuli do Anglii zostanie im przeznaczony jako ofiara. Postanawia uciec z zamku i udaje mu się to. Przeżyty stres wywołuje u niego gorączkę mózgu, chory Jonathan trafia do szpitala, gdzie przechodzi długą rekonwalescencję.
Tymczasem Lucy Westenra otrzymuje oświadczyny trzech mężczyzn – dr Sewarda, Quincey Morrisa i Arthura Holmwooda. Wszyscy trzej są przyjaciółmi i kiedy Lucy przyjmuje propozycję Arthura, pozostają w zażyłych stosunkach. Lucy wyrusza ze swą przyjaciółką Miną, narzeczoną Jonathana, na wakacje do nadmorskiego miasteczka Whitby. Tam powraca do swojego dawnego zwyczaju lunatykowania. Pewnej nocy, podczas sztormu do portu w Whitby zawija szkuner „Demeter”, pozbawiony załogi, jedynie u steru tkwi przywiązany trup. Z pokładu statku, pod postacią ogromnego wilka, schodzi Drakula. Następnej nocy Lucy lunatykując wychodzi z domu. Mina znajduje ją na ławce na cmentarzu, gdzie z daleka widzi pochyloną nad nią czarną postać o czerwonych oczach. Od tamtego czasu Lucy zaczyna chorować. Jest blada i wyczerpana. Mina, otrzymując wiadomość o pobycie Jonathana w szpitalu, wyrusza, by go odwiedzić, następnie biorą ślub. Zmartwiony stanem Lucy Arthur wzywa na pomoc dr. Sewarda, który – nie znajdując przyczyn choroby – sprowadza z Holandii swego mistrza, wielkiego uczonego i lekarza profesora Van Helsinga.
Choć Van Helsing podejrzewa, co mogło być przyczyną znacznej utraty krwi przez Lucy, a także wprowadza różne metody zapobiegawcze (m.in. przeprowadza kilka transfuzji krwi), dziewczyna wkrótce umiera. Po jej śmierci w okolicy cmentarza, na którym ją pochowano, zaczynają się dziać dziwne rzeczy – dzieci znikają na noc z domów, a odnalezione rano mają na gardłach ślady po dziwnych ukąszeniach. Van Helsing domyśla się prawdy i przekonuje Arthura, dr Sewarda oraz Morrisa, by wybrali się z nim nocą do grobowca Lucy. Tam spotykają ją pod postacią wampirzycy i stosując starożytne metody (przebicie drewnianym kołkiem jej serca) zabijają w niej wampira i uwalniają od nieskończonego życia po śmierci.
Po powrocie z kliniki do domu Mina zaniepokojona nerwowością i niespokojnością męża czyta jego dziennik z podróży po Transylwanii. Przypadkiem nawiązuje znajomość z dr Van Helsingiem i prosi go o pomoc w wyjaśnieniu dziwnej treści pamiętnika. Van Helsing w ten sposób jest w stanie połączyć fakty w całość. Mobilizuje swoich towarzyszy do utworzenia drużyny, której zostaje przywódcą. On, dr Seward, Arthur, Morris, Mina i Jonathan postanawiają zniszczyć najważniejszego, głównego wampira, którym jest Drakula, by ostatecznie przerwać zło, jakie czyni na świecie.
Drużyna rozpoczyna śledztwo, którego zadaniem jest odnalezienie wszystkich skrzyń z ziemią, jaką Drakula przywiózł do Anglii z Transylwanii. Tylko w skrzyniach wypełnionych taką ziemią Drakula mógł spoczywać. Ich zadaniem jest odnaleźć je i za pomocą Hostii uniemożliwić Drakuli korzystanie z nich. Podczas śledztwa ofiarą Drakuli pada Mina. Dzięki temu jednak jest w stanie umysłowo łączyć się z Drakulą i przewidzieć niektóre jego posunięcia. Gdy Drakula ucieka z Anglii, drużyna rusza za nim w pościg. U stóp jego zamku udaje im się zatrzymać powóz, w którym przewożony jest zamknięty w ostatniej ocalałej skrzyni. Równoczesne poderżnięcie gardła i przebicie serca nożem unicestwiło wampira zamieniając go w proch.

## Ekranizacje filmowe
- 1922: Nosferatu – symfonia grozy (niem. Nosferatu – eine Symphonie des Grauens), reż. Friedrich Wilhelm Murnau
- 1931: Książę Dracula, reż. Tod Browning
  - 1931: Dracula, reż. George Melford, Enrique Tovar Ávalos (wersja hiszpańska)
- 1953: Drakula İstanbul’da, reż. Mehmet Muhtar
- 1958: Dracula (Horror od Dracula), reż. Terence Fisher
  - 1966: Dracula: Książę Ciemności (Dracula: Prince of Darkness), reż. Terence Fisher
- 1970: Książę Dracula, reż. Jesús Franco
- 1971: Hrabě Drakula, reż. Anna Procházková (spektakl telewizyjny)
- 1974: Bram Stoker’s Dracula, reż. Dan Curtis (film telewizyjny)
- 1977: Count Dracula, reż. Philip Saville (film telewizyjny)
- 1979: Nosferatu wampir (Nosferatu: Phantom der Nacht), reż. Werner Herzog
- 1979: Dracula, reż. John Badham
- 1992: Dracula (ang. Bram Stoker’s Dracula), reż. Francis Ford Coppola
- 1995: Dracula – wampiry bez zębów (Dracula: Dead and Loving it), parodia, reż. Mel Brooks
- 2000: Dracula 2000, reż. Patrick Lussier
- 2001: Drakula: stronice z pamiętnika dziewicy, reż. Guy Maddin
- 2006: Dracula, reż. Bill Eagles
- 2006: Dracula 3D, reż. Dario Argento
- 2013: Dracula – serial telewizyjny
- 2014: Dracula: Historia nieznana (luźno inspirowany)
- 2020: Dracula – miniserial
- 2024: Nosferatu, reż. Robert Eggers

## Polskie przekłady
Według Biblioteki Narodowej istnieje siedem przekładów na język polski. Najstarszy przekład z 1990 ma tytuł Drakula, tłumaczem był Dariusz Ściepuro. Nowsze przekłady mają tytuł Dracula, kolejni tłumacze to: Grzegorz Kula (1991), Marek Wydmuch i Łukasz Nicpan (1993), Magdalena Koziej-Ostaszkiewicz (1998), Marek Król (2005), Magdalena Moltzan-Małkowska (2011), Agnieszka Myśliwy (2013).

## Wyróżnienia
- pozycja 70. na liście 100 najlepszych powieści kryminalnych wszech czasów według Mystery Writers of America